# Aneura (Plantae)
Aneura, rod jetrenjarki u porodici Aneuraceae. '
Pripada mu pedesetak vrsta Tipična je kozmopolitska vrsta Aneura pinguis (L.) Dumort. Rod je opisan u Commentationes Botanicae 115. 1822.

## Vrste
1. Aneura amboinensis Steph.
2. Aneura augustae Steph.
3. Aneura biflora Colenso
4. Aneura blasioides (Horik.) Furuki
5. Aneura brasiliensis (Ångstr.) Steph.
6. Aneura breutelii Steph.
7. Aneura brevifolia (Gottsche & Rabenh.) Steph.
8. Aneura brevissima Steph.
9. Aneura cerebrata Hewson
10. Aneura crateriformis Furuki & D.G. Long
11. Aneura crinita C. Massal.
12. Aneura crumii L. Söderstr., A. Hagborg & von Konrat
13. Aneura densa Steph.
14. Aneura denticulata Mitt. ex Thurn
15. Aneura eachamensis Hewson
16. Aneura erronea Steph.
17. Aneura eskuchei Hässel
18. Aneura gemmifera Furuki
19. Aneura giangena Hewson
20. Aneura gibbsiana Steph.
21. Aneura glaucescens Steph.
22. Aneura goebeliana Steph.
23. Aneura hirsuta Furuki
24. Aneura hunsteinii Steph.
25. Aneura imbricata Colenso
26. Aneura intermedia Steph.
27. Aneura kaguaensis Hewson
28. Aneura keniae Gola
29. Aneura latemultifida Steph.
30. Aneura latissima Spruce
31. Aneura ledermannii Steph.
32. Aneura macrostachya Spruce
33. Aneura marianensis Furuki
34. Aneura maxima (Schiffn.) Steph.
35. Aneura mirabilis (Malmb.) Wickett & Goffinet
36. Aneura novaecaledoniae R.M. Schust.
37. Aneura novaguineensis Hewson
38. Aneura nymannii Steph.
39. Aneura pellioides (Horik.) Inoue
40. Aneura pellucida Colenso
41. Aneura pinguis (L.) Dumort.
42. Aneura polyantha Colenso
43. Aneura puiggarii Steph.
44. Aneura punctata Colenso
45. Aneura rodwayi Hewson
46. Aneura roraimensis Steph.
47. Aneura rotangicola Steph.
48. Aneura serrulata Gottsche ex Steph.
49. Aneura sharpii Inoue & N.G. Mill.
50. Aneura singalangana (Schiffn.) Steph.
51. Aneura subcanaliculata R.M. Schust.
52. Aneura subledermannii Steph.
53. Aneura subtenerrima Steph.
54. Aneura vincentina Steph.

## Sinonimi
- Cryptothallus Malmb.
- Trichostylium Corda